# Sainte-Colombe-sur-l'Hers

Sainte-Colombe-sur-l'Hers este o comună în departamentul Aude din sudul Franței. În 1 ianuarie 2022 avea o populație de 444 de locuitori.